# サイード・アブドゥラヒ・デニ
サイード・アブドゥラヒ・デニ (Said Abdullahi Dani, ソマリ語: Siciid Cabdullaahi Deni, アラビア語: سعيد دني、1957年7月2日 - ) は、ソマリア連邦共和国の一構成国であるプントランドの現大統領。2019年に就任。
大統領になる前は、2014年にソマリアの計画長官を務めた。2017年、2022年には落選したもののソマリア大統領選に出馬した。初等教育に力を入れた教育者であり、実業家でもある。
ソマリア国籍の他、デンマーク国籍も持つ。

## 大学卒業まで
デニは1967年（または1966年）にソマリアの首都モガディシュで生まれた。出身氏族はダロッド氏族のマジェルテーン支族のオスマン・マハムド支族。
1972年にモガディシュの小学校に通う。1980年から1984年まで、モガディシュのシェイクハッサンバルセイン高校に通う。1986年から1990年まで国立大学の言語学部で学ぶ。

## 大学卒業後
1992年、ソマリア北東部にあるボサソ港の海運部門責任者となる。なお1992年はソマリア内戦による政府崩壊後であり、プントランド建国前である。また、小中学校教育の整備に尽力。1992年にイマーム・ナワウィスクールを設立し、1998年まで系列校の校長を務めた。1998年のプントランドの建国にも関わった。
1998年から2000年まで、マレーシアプトラ大学で経営学の修士号を取得。
2002年から2012年まで、業界団体ワーベリグループジブチ、プントランド商工会議所、ドバイ・オマーン・ジブチ・ソマリアビジネス評議会などの管理職を歴任。また、Shirkadda Towfiiq、Shirkadda Sibirka Barwaaqo、African Horn Company、Salalah Macaroni Companyなどの会社（いずれもオマーンのサラーラ籍）の上級管理職を歴任。

## 政界入り
2012年にソマリア上院議員。
2014年3月、サイード・アブドゥラヒ・デニは計画長官として、ハッサン大統領、アブディラフマン・ドュアレ・ベイレ外務長官、ナディフォ・モハメド・オスマン公共事業長官と共に来日した。安倍総理、岸田外務大臣などと会談。その結果、日本政府から警察の復興費などとして4000万ドルの援助を得ることに成功。
計画長官時代にソマリアで20年以上ぶりとなる国勢調査の予備人口調査を実施。

### 2017年ソマリア大統領選挙
ダニは2017年ソマリア大統領選挙に立候補し、国の教育システムの構築を公約に挙げた。ただしこの時はモハメド・アブドゥライ・モハメドが大統領になった。

### 2019年プントランド大統領選挙
2018年末、デニはプントランド大統領候補の立場で、カルカール地域のカルドで歓迎された。また、ソマリランドと係争を争っているハイラン地域のダハールも訪問し、歓迎された。
2019年1月8日、プントランド大統領選挙の決選投票が行われ、デニが35票、対立候補が31票で、デニの大統領当選が確定した。任期は5年。

### プントランド大統領時代
2019年1月27日、デニはプントランド大統領に就任した。就任演説で、安全保障、経済、テロとの戦い、失われた土地の回復、政府機関の強化、複数政党制の実施、連邦制度の強化、腐敗との戦いを約束した。
2021年6月、デニ大統領は、ボサソ港を運営するアラブ首長国連邦国籍の会社DPワールドに料金を支払わない決定をした。決定の理由は不明だが、ソマリア政府とDPワールドの対立が関係していると見られる。

### 2022年ソマリア大統領選挙
2022年5月15日に連邦議会で執行された大統領選挙に立候補し、第1回目投票で65票を獲得したが第2回目投票にて敗退した。

### 2024年プントランド大統領選挙
2024年1月8日のプントランド大統領選挙には66人が立候補し、最終的にデニが有力候補だったギュルド・サラー(Guled Salah)を45対21票で破り、再選を果たした。